# 기 (천간)
기(己)는 천간의 여섯째이다. 오행에서는 토(土)에 속하며, 음양에서는 음(陰)에 해당한다.
기의 글자는 3개의 평행선을 형태 취한 것으로, 그로부터, 조리가 정연하게 하고 있는 상태라는 의미가 된다. 천간에서는 식물이 충분히 생장해 형태가 정연하게 하고 있는 상태로서 6번째 앞으로 보낼 수 있었다.
천간을 순위 지어에 사용했을 경우에는, 기는 6번째의 의미가 되지만, 기까지 사용되는 것은 거의 없다.
서기 해하 한 자리수가 9의 해가 기의 해가 된다.
중국어의 화합물 명명법에서는 헥산, 헥실기 등, 탄소를 6 포함한 화합물이나 관능기에 붙인다.
덧붙여 자형이 비슷한 이(已)나 사(巳)는 의미도 글의 구성도 다른 글자이다. 이를 「내쉬는 숨의 소리, 당신개치노와 아래에 대해, 의자에서는 반, 기미는 모두 붙는다」라고 기록했다.

## 기를 포함한 간지
- 기사
- 기묘
- 기축
- 기해
- 기유
- 기미